# The Seduction of Claude Debussy
 (décembre 2018).
Si vous disposez d'ouvrages ou d'articles de référence ou si vous connaissez des sites web de qualité traitant du thème abordé ici, merci de compléter l'article en donnant les références utiles à sa vérifiabilité et en les liant à la section « Notes et références ».
Albums de Art of Noise
Below the Waste
(1989)

The Seduction of Claude Debussy est un album du groupe Art of Noise réalisé en 1999.
Les membres du groupe à cette époque sont Trevor Horn, Anne Dudley, Paul Morley et Lol Crème.
Cet album est un hommage au compositeur français Claude Debussy.

## Liste des morceaux
1. Il Pleure (At the Turn of the Century) – 8:02
2. Born on a Sunday – 4:40
3. Dreaming in Colour – 6:42
4. On Being Blue – 4:58
5. Continued in Colour – 1:19
6. Rapt: In the Evening Air – 4:21
7. Metaforce – 3:44
8. The Holy Egoism of Genius – 7:56
9. La Flûte de Pan – 2:45
10. Metaphor on the Floor – 2:06
11. Approximate Mood Swing No. 2 – 2:14
12. Pause – 2:30
13. Out of This World [Version 138] – 5:27

## Auteurs et interprètes
- The Art of Noise
  - Anne Dudley : claviers, arrangements orchestraux, voix, piano
  - Trevor Horn : basse, voix, claviers
  - Paul Morley : claviers, voix
  - Lol Crème : guitare, claviers, voix
- Invités
  - John Hurt : narrateur
  - Sally Bradshaw : chanteuse (pistes 1-5, 8-13)
  - Jamie Muhoberac : claviers (pistes 1, 3, 5, 6, 8)
  - Rakim : voix (pistes 6, 7, 10)
  - Donna Lewis : chanteuse (pistes 3, 5)